# Anton Miterev
Anton Dmitrievič Miterev (in russo Антон Дмитриевич Митерев?; Tomsk, 3 maggio 1996) è un calciatore russo, difensore del Gvardeec Skvorcovo.

## Carriera
Ha giocato nella massima serie russa.